# Tjocknäbbad gök
Tjocknäbbad gök (Pachycoccyx audeberti) är en fågel i familjen gökar inom ordningen gökfåglar.

## Utseende och läte
Tjocknäbbad gök är en mycket stor gök som i flykten ser ut som en rovfågel med sin kraftiga och svepande flykt. Ovansidan är svart, undersidan vit. Ungfågeln är tvärbandad i vitt undertill. Lätet är ett ljudligt, upprepat ”wheet-it” som ofta avges i spelflykt högt upp i luften. Arten skiljs från skatgökar genom avsaknad av huvudtofs eller vitt i vingen. Ungfågeln liknar en ung skatgök, men har svartvita fläckar på huvudet och saknar huvudtofs.

## Utbredning och systematik
Tjocknäbbad gök placeras som enda art i släktet Pachycoccyx.  Den delas in i tre underarter fördelade i två grupper:
- Pachycoccyx audeberti audeberti – förekommer på nordöstra Madagaskar
- validus-gruppen
  - Pachycoccyx audeberti brazzae – förekommer från Sierra Leone till Ghana, Nigeria, Kamerun och västra Kongo-Kinshasa
  - Pachycoccyx audeberti validus – förekommer från östra Kongo-Kinshasa till sydöstra Kenya, Tanzania, Moçambique och nordöstra Sydafrika

## Levnadssätt
Tjocknäbbad gök är en ovanlig fågel i regnskog, galleriskog och fuktiga skogsmarker, framför allt miombo.

## Status och hot
Arten har ett stort utbredningsområde och en stor population, men tros minska i antal på grund av habitatförstörelse, dock inte tillräckligt kraftigt för att den ska betraktas som hotad. Internationella naturvårdsunionen IUCN kategoriserar därför arten som livskraftig (LC). Världspopulationen har inte uppskattats men den beskrivs som ovanlig till sällsynt i hela utbredningsområdet.

## Namn
Fågelns vetenskapliga artnamn hedrar Josef Peter Audebert (1848-1933), tysk naturforskare och samlare av specimen på Madagaskar 1876-1882.